# En go' box
En go' box är en samlingsbox från 1994 med Galenskaparna och After Shave. Boxen innehåller tre skivor med klassiska låtar från olika produktioner, även låtar som inte är med på andra skivor. Skivan blickar över deras karriär mellan revyn Skruven är lös (1982) till TV-serien Tornado (1993).

## Låtlista
All text och musik är skriven av Claes Eriksson om inget annat anges.

### CD 1

#### Skruven är lös
1. Bara sport (musik: Percy Faith) – 2:1 – Per, Knut, Jan, Peter, (Kerstin)
  - Originaltitel: Mucho gusto
2. Den politiska valsen (musik: Emil Waldteufel) – 4:01 – alla

#### Träsmak
1. Säng, säng, säng (musik: Albert Hammond, Mike Hazelwood) – 2:55 – Anders, Per, Knut, Peter, Kerstin
  - Originaltitel: I'm a Train
2. Borås, Borås (musik: John Kander – text: After Shave) – 3:02 – Knut (Peter, Per)
  - Originaltitel: New York, New York
3. Tvättställ (musik: John Kander) – 1:12 – Knut

#### Cyklar
1. Början (musik: Johann Sebastian Bach) – 2:22 – Knut, (Per, Peter, Jan , Kerstin, Anders)
  - Koral ur Kantat nr 147
2. Bocken – 3:28 – Anders
3. Under en filt i Madrid – 3:56 – Claes
4. Snillen spekulerar (musik: Glenn Miller) – 3:58 – Per, Knut, Peter, Jan
  - Originaltitel: Moonlight Serenade

#### Macken
1. Macken – 2:45 – Anders, Jan, (Per, Knut, Peter)
2. Plocka upp efter dig (musik: Tom Waits) – 3:31 – Anders, Kerstin
  - Originaltitel: Picking Up After You
3. Konfirmationspresenten – 2:36 – Knut
4. Egentligen – 2:45 – Jan (Peter, Knut, Per)
5. Truckdriving Song – 2:31 – Per
6. Husvagn – 2:34 Per (Kerstin)
7. I ditt bagage – 2:04 – Knut, Per, Peter
8. Det är vattenpumpen, Gerd – 3:38 – Per
9. Raggarkungen – 5:02 – Anders (Jan)
  - a) Rock Around the Clock (musik: Max C. Freedman, James E. Myers)
  - b) Heartbreak Hotel (musik: Mae Baron Axton, Tommy Durden, Elvis Presley)
  - c) Teddy Bear (musik: Kal Mann, Bernie Lowe)
  - d) Only You (musik: Buck Ram, Ande Rand)
  - e) Blue Suede Shoes (musik: Carl Perkins)

### CD 2

#### Kabaré Kumlin
1. Bandy, bandy (musik: John Phillips) – 3:10 – alla
  - Originaltitel: Monday, Monday

#### Leif
1. Rotums paradmarsch – 3:38 – alla
2. Dröm om kärlek – 4:17 – Jan Gunér

#### Stinsen brinner
1. Bragdmamma – 5:48 Kerstin, Per (Jan, Peter, Anders, Knut)
2. Jerrys tunga sång – 4:00 – Claes
3. Pappa, jag vill ha en italienare – 3:09 – Per, Knut (Kerstin)
4. Min broder och jag och polisen – 2:35 – Per

#### Hajen som visste för mycket
1. Kung av ett sobert kaos – 3:52 Per (Pernilla Emme, Katarina Milton)
2. Himmelen har skänkt oss alibi – 4:08 – Knut (Charlie, Måns, Lim, Janne)
3. Bulle med sylt – 3:19 – Per, Anders, Claes

#### En himla många program
1. Inte tråkigt alls (Text & musik: Knut Agnred) – 2:34 – Knut (Jan, Per, Peter, Kerstin)
2. Kolla å kolla (musik: August Söderman – text: Knut Agnred) – 2:22 – Knut, Peter, Jan, Per)
  - Originaltitel: I bröllopsgården
3. Sill (musik: Dorian Burton, Howard Plummer) – 2:08 – Knut (Jan, Per, Peter)
  - Originaltitel: Still
4. Turderlands hymn och nationalsång (musik: Charles Falk) – 3:02 – alla
5. Farbror Frej – 0:20 – Anders
6. Adjö (Alberto Dominguez; engelsk text: Milton Leeds – svensk text: Claes Eriksson) – 1:52 – Peter, Kerstin, Per, Knut, Jan
  - Originaltitel: Perfidia
7. Imorgon kommer säkert krisen (musik: Noel Coward) – 2:37 – Per, Peter, Knut
  - Originaltitel: There Are Bad Times Just Around the Corner
8. St. Sigfrids plan (musik: Elmer Albrecht, Sammy Gallop, Dick Jürgens) – 1:59 – Per, Peter, Knut, Jan 
  - Originaltitel: Elmer's Tune
9. Piff, puff, paff (musik: Jay Livingston, Ray Evans) – 1:56 – Claes (Knut, Per, Peter, Jan)
  - Originaltitel: Bing Bang Bong

### CD 3

#### Macken – Roy's & Roger's Bilservice
1. Kärlek är större än bilar – 3:13 – Jan m.fl.
2. Gôtt å leva – 3:28 – Anders, Jan

#### Grisen i säcken
1. Grisen i säcken – 4:03  alla
2. Svärföräldrarna – 3:58 – Knut, Per, Kerstin
3. Mitt lilla rugbylag – 1:01 – Jan
4. Astor (Bossa-kungen) – 3:14 – Peter, Kerstin
5. Överraskningarnas man – 4:42 – alla
6. Stapeldiagram – 5:15 – alla
7. Vi skjuter en pil – 2:27 – Per (Jan, Knut)
8. En ensam svan – 3:15 – Knut, Peter, Per, Kerstin

#### Tornado
1. Den offentliga sektorns rap (musik: Claes Eriksson, Charles Falk) – 4:36 – Knut (Jan, Per)

## Arrangemang
- After Shave – (1)
- Peter Knight – (3)
- Claes Eriksson – (6)
- Myra Hess – (6)
- Knut Agnred – (3, 9, 19, 29, 31, 34-37)
- Anders Widestrand – (19)
- Daryl Runswick – (34)
- Charles Falk – (4, 6, 8, 9-17, 19-29, 31-48)

## Studio/Inspelad på
- Music-A-Matic Studio – (1, 40-45)
- Lorensbergsteatern – (1-2, 40-47)
- Rest Cabaret, Stockholm – (3, 5)
- Vivaldi Studio – (4, 6)
- Intima teatern, Stockholm – (7-9)
- Studio Bohus – (10, 19-26)
- Riksradions studio i Göteborg – (11-18)
- Polar Studio – (20)
- Studio 2 – (27)
- Tuff Studio – (28-37, 40-48)
- Park Studio – (38-39)